# 索尔维集团
索尔维集团是一所在1863 年成立于比利时的化工集团。该集团总部位于布鲁塞尔，于全球40多个国家拥有约9,000 多名员工。 
2023年底开始，集团分拆为索尔维及新公司Syensqo，索尔维于此后专注于基础化工的发展。
索尔维在布鲁塞尔的泛欧交易所上市。

## 历史

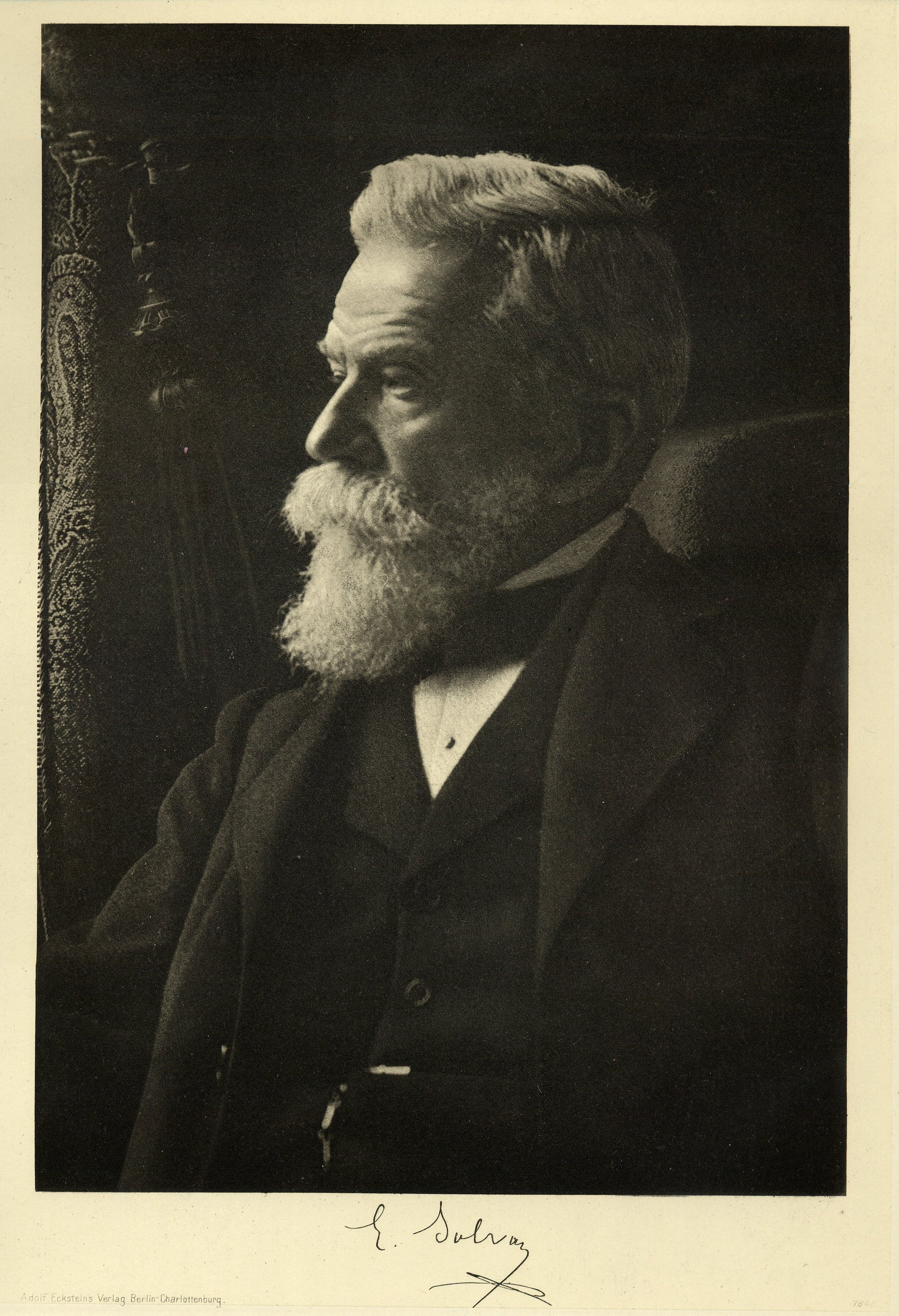
欧内斯特·索尔维，摄于1900年

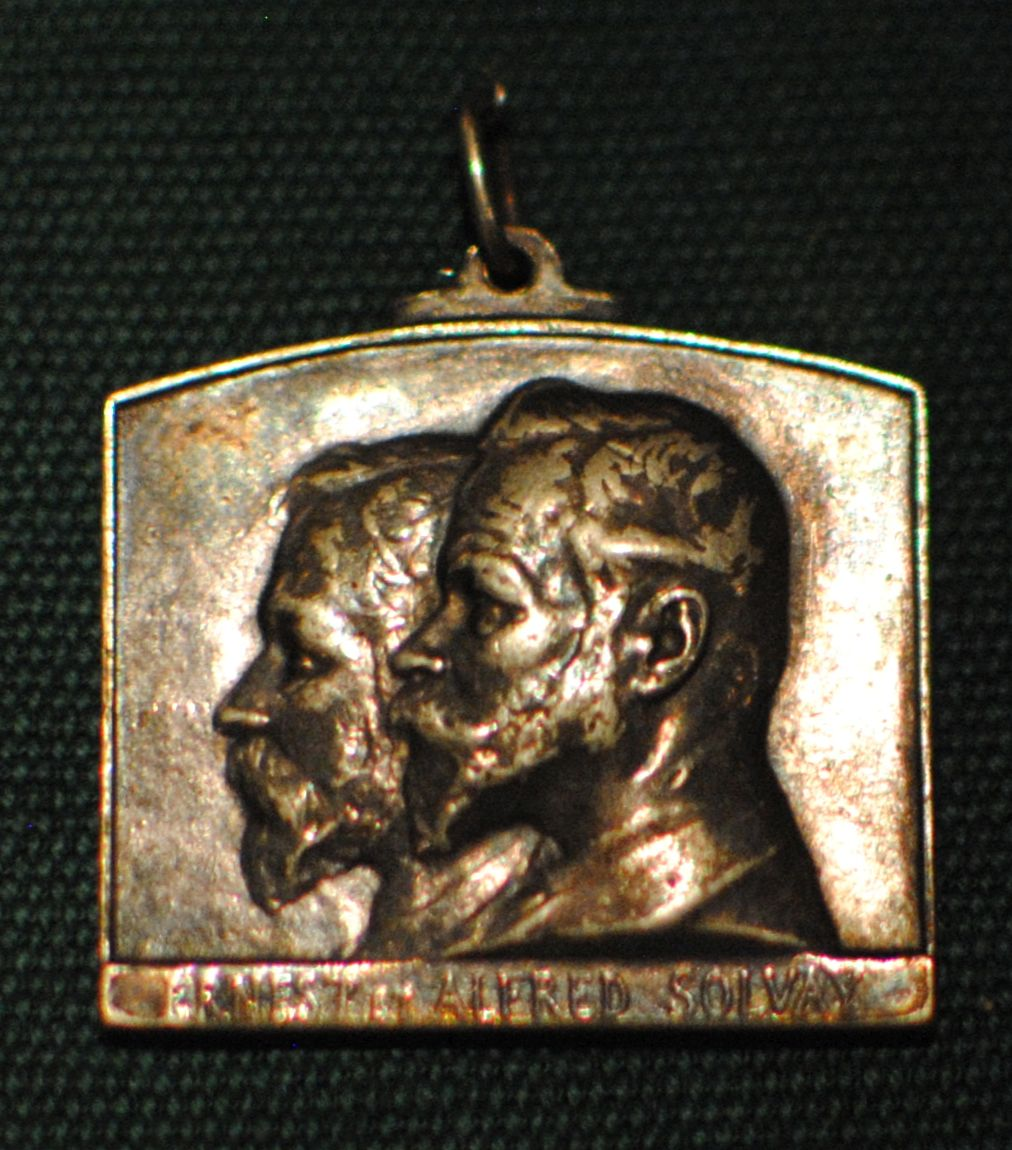
Medal cast in 1913 to commemorate the 50th anniversary of Solvay and Company. Text (in French) reads "Ernest et Alfred Solvay".

1861年，欧内斯特·索尔维发现了工业化生产纯碱的关键。1863年，他将革新的氨碱法申请专利，并和弟弟成立了索尔维公司。1865年，第一个纯碱厂在比利时古亦埃(Couillet)开始运作。
从1870年起，索尔维开始向全球扩展业务，首先在英国、德国、俄罗斯和美国等国家建立了工厂。至2009年，索尔维已成为活跃于化工、塑料和制药等行业的全球性工业集团。
2009年9月，索尔维将制药业务以52亿欧元的价格（其中45亿欧元为现金）出售给美國雅培，2010年2月完成交易。2011年4月，索尔维又出价66亿欧元（其中34亿欧元为现金）友好收购法国罗地亚（Rhodia）集团，并于9月收购成功。这两大交易促使索尔维于化工和塑料领域的集中发展。
2012年1月，新索尔维集团在巴黎上市，当年9月进入巴黎CAC40指数取代标致雪铁龙集团。2013年10月7日，索尔维宣布以13亿美元收购美国化工企业Chemlogics，以加强于快速增长的油气行业服务市场中取得重要地位。同年10月，索尔维在比利时布鲁塞尔庆祝公司成立150周年，比利时国王菲利普一世和玛蒂尔德王后均受邀出席典礼。
2015年12月，索尔维成功完成对美国氰特公司的收购，交易总金额达55亿美元。集团其后立即开始对氰特业务进行整合，以实现成本协同效应，并在航空航天和汽车工业先进轻量化材料以及特种采矿化学品领域获得更多商业机会，以此推动索尔维成为全球第二大航天复合材料制造商。

## 索尔维在全球
索尔维是一家大型世界领先化工集团：
- 40％的售额在快速增长国家（中国、拉丁美洲、印度等等），43﹪在欧洲，17﹪在北美。
- 拥有多元化的终端市场：消费品：28﹪，建筑：17﹪，汽车：15﹪，电子产品：7﹪，能源：5﹪，环境：4﹪，农业水产：4﹪，造纸：2﹪，其他：18﹪。[12]

## 在华情况
罗地亚早在20世纪70年代就通过其前身罗纳-普朗克公司在中国开展业务。1994年索尔维入驻中国市场，成立索尔维投资有限公司开展业务。
索尔维集团目前在中国拥有2400多名员工，12个生产基地，1座位于上海的全球研发中心，2020年净销售额达人民币85.8亿元。2011年10月，索尔维在上海建立了绿色产品与工艺国际联合实验室（E2P2L），合作伙伴包括华东理工大学和法国国家科学研究院。

## 可持续发展与创新
索尔维致力推动可持续性改进、创新与卓越运营，集中投资于增值高、耗能低的行业和新产品。索尔维集团是世界首架太阳能飞机“阳光动力号”项目的第一个参与者，主要提供制造“阳光动力号”所需要的高性能超轻聚合材料。

## 公司荣誉
- 美国财富世界500强第475位（1996年）[17][18]
- 美国《财富》杂志全球最受赞赏公司（2006年、2007年、2008年）[19][20]
- 汤森路透“全球百强创新机构”（2012年）[21]
- 福布斯全球2000大上市企业第564位（2013年）[22]